# Composition des équipes au Championnat du monde masculin de handball 1999
Cet article présente la composition des équipes au Championnat du monde masculin de handball 1999, organisé en Égypte du 1er au 15 juin 1999.
L'âge, le club, le nombre de sélections et le nombre de buts sont en date du 15 juin 1999.
Les équipes sont listées par ordre alphabétique.

## Effectifs

### Allemagne
| no                                                 | Joueur                | Taille (cm) | Masse (kg) | Date de naissance  | Club                     | Sél. | Buts |
| -------------------------------------------------- | --------------------- | ----------- | ---------- | ------------------ | ------------------------ | ---- | ---- |
| 2                                                  | Mike Bezdicek         | 206         | 106        | 28 juin 1968       | VfL Bad Schwartau        | 55   | 73   |
| 3                                                  | Frank von Behren      | 197         | 96         | 28 septembre 1976  | GWD Minden               | 17   | 33   |
| 4                                                  | Bogdan Wenta          | 195         | 98         | 19 novembre 1963   | TuS Nettelstedt-Lübbecke | 29   | 92   |
| 5                                                  | Stefan Kretzschmar    | 190         | 95         | 17 février 1973    | SC Magdebourg            | 108  | 404  |
| 6                                                  | Michael Menzel        | 179         | 78         | 9 février 1968     | THW Kiel                 | 12   | 15   |
| 7                                                  | Karsten Kohlhass      | 200         | 101        | 4 avril 1970       | HSG Nordhorn             | 91   | 179  |
| 8                                                  | Christian Schwarzer   | 196         | 98         | 23 octobre 1969    | TV Niederwürzbach        | 178  | 551  |
| 9                                                  | Klaus-Dieter Petersen | 197         | 98         | 6 novembre 1968    | THW Kiel                 | 220  | 197  |
| 11                                                 | Volker Zerbe          | 211         | 94         | 30 juin 1968       | TBV Lemgo                | 209  | 580  |
| 12                                                 | Christian Romota      | 198         | 98         | 14 avril 1973      | TV Großwallstadt         | 30   | 0    |
| 13                                                 | Markus Baur           | 189         | 85         | 22 janvier 1971    | HSG Dutenhofen           | 54   | 78   |
| 15                                                 | Bernd Roos            | 181         | 83         | 1er septembre 1967 | TV Großwallstadt         | 102  | 367  |
| 16                                                 | Jan Holpert           | 191         | 95         | 4 mai 1968         | SG Flensburg-Handewitt   | 196  | 0    |
| 17                                                 | Heiko Karrer          | 182         | 88         | 18 juillet 1971    | SG W/M Francfort         | 34   | 45   |
| 19                                                 | Stephan Krebietke     | 186         | 81         | 12 juin 1971       | TUSEM Essen              | 26   | 31   |
| Sélectionneur : Heiner Brand, ajoint : Bob Hanning |                       |             |            |                    |                          |      |      |

### Algérie
| no | Joueur            | Taille (cm) | Masse (kg) | Date de naissance | Club                 | Sél. | Buts |
| -- | ----------------- | ----------- | ---------- | ----------------- | -------------------- | ---- | ---- |
| 1  | Amar Daoud        | ?           | 90         | 22 août 1967      | WA Rouïba            | ?    | ?    |
| 2  | Abdelghani Loukil | ?           | 82         | 10 juin 1973      | MC Alger             | ?    | ?    |
| 3  | Toufik Zaghdoud   | ?           | 87         | 23 octobre 1972   | MC Alger             | ?    | ?    |
| 4  | Réda Zeguili      | ?           | 88         | 7 janvier 1963    | MC Alger             | ?    | ?    |
| 6  | Redouane Saïdi    | ?           | 82         | 13 mai 1971       | Al-Ahli SC (Djeddah) | ?    | ?    |
| 7  | Sofiane Lamali    | ?           | 90         | 31 janvier 1974   | MC Alger             | ?    | ?    |
| 8  | Tahar Labane      | ?           | 85         | 2 septembre 1977  | MC Alger             | ?    | ?    |
| 9  | Hamid Labraoui    | ?           | 85         | 5 juillet 1972    | ?                    | ?    | ?    |
| 10 | Yazid Akchiche    | ?           | 85         | 24 février 1973   | MC Alger             | ?    | ?    |
| 12 | Toufik Hakem      | ?           | 80         | 30 septembre 1972 | MC Alger             | ?    | ?    |
| 13 | Achour Hasni      | ?           | 86         | 25 février 1972   | MC Alger             | ?    | ?    |
| 15 | Mohamed Bouziane  | ?           | 87         | 23 avril 1971     | ES Sahel             | ?    | ?    |
| 16 | Samir Helal       | ?           | 76         | 15 février 1971   | MC Alger             | ?    | ?    |
| 17 | Rabah Graïche     | ?           | 80         | 26 novembre 1972  | MC Alger             | ?    | ?    |
| 18 | Abdérazak Hamad   | ?           | 75         | 25 juin 1975      | MC Alger             | ?    | ?    |
| 19 | Lahouari Mellouk  | ?           | 90         | 15 avril 1974     | MC Alger             | ?    | ?    |

### Arabie saoudite
| no                             | Joueur                     | Taille (cm) | Masse (kg) | Date de naissance | Club       | Sél. | Buts |
| ------------------------------ | -------------------------- | ----------- | ---------- | ----------------- | ---------- | ---- | ---- |
| 1                              | Ahmed S. Al Anbawy         | 176         | 70         | 8 décembre 1974   | Al-Ahli SC | 30   | ?    |
| 2                              | Abdul Rahman A. Al Seraihi | 192         | 95         | 11 novembre 1968  | Al-Ahli SC | 80   | ?    |
| 3                              | Faraj A. Al Ismail         | 187         | 87         | 2 octobre 1970    | Al Targi   | 5    | ?    |
| 4                              | Ali H. Al Dawood           | 190         | 95         | 10 mai 1978       | Al Safa    | 30   | ?    |
| 6                              | Yaser A. Al Obaidi         | 186         | 82         | 6 mai 1971        | Al Nour    | 60   | ?    |
| 7                              | Hussain B. Al Akhwan       | 176         | 78         | 19 novembre 1976  | Al Targi   | 40   | ?    |
| 8                              | Basheer M. Al Qurainawi    | 180         | 78         | 13 janvier 1973   | Al Safa    | 60   | ?    |
| 9                              | Abdullah M. Al Dossari     | 192         | 60         | 5 août 1974       | Al Qadesia | 90   | ?    |
| 10                             | Hassan M. Al Jedani        | 192         | 92         | 25 mars 1976      | Al-Ahli SC | 70   | ?    |
| 11                             | Bader M. Al Daham          | 192         | 90         | 2 janvier 1972    | Al Orobh   | 70   | ?    |
| 12                             | Manaf Y. Al Saeed          | 190         | 85         | 19 mai 1976       | Al Nour    | 70   | ?    |
| 13                             | Hani H. Al Hilal           | 180         | 75         | 30 juillet 1971   | Al Ehaleg  | 80   | ?    |
| 16                             | Hashim A. Al Shurafa       | 180         | 75         | 18 décembre 1972  | Al Safa    | 70   | ?    |
| 18                             | Fadel Y. Al Saeed          | 180         | 85         | 4 mai 1972        | Al Nour    | 70   | ?    |
| 19                             | Bander A. Al Harbi         | 184         | 75         | 11 octobre 1976   | Al-Ahli SC | 30   | ?    |
| 20                             | Riyadh T. Al Heggi         | 180         | 75         | 18 mars 1976      | Al Qadesia | 40   | ?    |
| Sélectionneur : Ekrem Jaganjac |                            |             |            |                   |            |      |      |

### Argentine
| no                                                    | Joueur                    | Taille (cm) | Masse (kg) | Date de naissance | Club                     | Sél. | Buts |
| ----------------------------------------------------- | ------------------------- | ----------- | ---------- | ----------------- | ------------------------ | ---- | ---- |
| 1                                                     | Christian Canzoniero (de) | ?           | 105        | 30 décembre 1974  | ADH NS de Luján (es)     | ?    | ?    |
| 2                                                     | Pablo Buceta              | ?           | 100        | 27 novembre 1973  | SAG Lomas de Zamora (es) | ?    | ?    |
| 3                                                     | Martiniano Molina         | ?           | 103        | 19 juin 1972      | AACF Quilmes (es)        | ?    | ?    |
| 4                                                     | Lucas Cruz Guerra         | ?           | 92         | 15 octobre 1968   | Vicente Lopez            | ?    | ?    |
| 5                                                     | artín Viscovich           | ?           | 98         | 5 mars 1975       | ADH NS de Luján (es)     | ?    | ?    |
| 6                                                     | Roberto Morlacco          | ?           | 84         | 13 octobre 1969   | Santo André              | ?    | ?    |
| 7                                                     | Andrés Kogovsek (es)      | ?           | 92         | 7 janvier 1974    | SAG Ballester (es)       | ?    | ?    |
| 8                                                     | Cristian Platti           | ?           | 95         | 27 septembre 1969 | ADH NS de Luján (es)     | ?    | ?    |
| 9                                                     | Eric Gull                 | ?           | 97         | 27 septembre 1968 | São Caetano HC           | ?    | ?    |
| 10                                                    | Gustavo Fernández         | ?           | 79         | 28 août 1973      | SEDALO (es)              | ?    | ?    |
| 11                                                    | Fernando Cesio            | ?           | 99         | 27 avril 1973     | INEF Romero Brest        | ?    | ?    |
| 12                                                    | Gabriel Canzoniero        | ?           | 103        | 20 décembre 1972  | ADH NS de Luján (es)     | ?    | ?    |
| 13                                                    | Ignacio Palladino         | ?           | 90         | 21 janvier 1979   | ADH NS de Luján (es)     | ?    | ?    |
| 14                                                    | Gonzalo Viscovich         | ?           | 103        | 27 novembre 1976  | ADH NS de Luján (es)     | ?    | ?    |
| 15                                                    | Cristian Hanjsek          | ?           | 74         | 28 août 1970      | SAG Lomas de Zamora (es) | ?    | ?    |
| 16                                                    | Alejandro García          | ?           | 86         | 3 septembre 1969  | SAG Lomas de Zamora (es) | ?    | ?    |
| Sélectionneur : Jose Marguez, Adjoint : Osualdo Lopez |                           |             |            |                   |                          |      |      |

### Australie
| no | Joueur                | Taille (cm) | Masse (kg) | Date de naissance | Club         | Sél. | Buts |
| -- | --------------------- | ----------- | ---------- | ----------------- | ------------ | ---- | ---- |
| 2  | Taip Ramadani         | 185         | 90         | 1er janvier 1972  | Sydney       | 14   | ?    |
| 3  | Sasa Sestic           | 186         | 82         | 24 octobre 1978   | Canberra     | 2    | 3    |
| 4  | Darryl Mc Cormack     | 184         | 89         | 13 novembre 1973  | Brisbane     | 15   | ?    |
| 5  | Zlatan Ivankovic      | 186         | 84         | 16 février 1971   | Sydney       | 2    | ?    |
| 6  | David Gonzalez        | 182         | 80         | 29 décembre 1974  | Sydney       | 1    | 4    |
| 7  | Milan Slavujevic      | 180         | 81         | 2 mars 1973       | Sydney       | 4    | ?    |
| 8  | Urs Sasso             | 180         | 97         | 9 août 1968       | Sydney       | 0    | ?    |
| 9  | Lee Schofield         | 177         | 76         | 27 août 1976      | Brisbane     | 3    | ?    |
| 10 | Kristian Groenintwoud | 196         | 96         | 9 mai 1973        | Sydney       | 12   | ?    |
| 11 | Brendon Taylor        | 179         | 74         | 18 février 1972   | Brisbane     | 1    | 1    |
| 12 | Cristian Bajan        | 180         | 80         | 14 novembre 1967  | Melbourne    | 2    | ?    |
| 13 | Russell Garnett       | 185         | 70         | 29 septembre 1976 | Sydney       | 0    | 0    |
| 14 | Peter Bach            | 192         | 84         | 14 avril 1966     | Sydney       | 2    | 11   |
| 15 | Stefan Bader          | 187         | 87         | 13 août 1968      | Brisbane     | 1    | 2    |
| 16 | Karim Shehab          | 190         | 96         | 9 septembre 1967  | Harbour side | 20   | ?    |
| 17 | Travis Hardman        | 174         | 82         | 6 septembre 1976  | Harbour side | 1    | 1    |

### Chine
| no                                           | Joueur       | Taille (cm) | Masse (kg) | Date de naissance | Club     | Sél. | Buts |
| -------------------------------------------- | ------------ | ----------- | ---------- | ----------------- | -------- | ---- | ---- |
| 2                                            | Ming Fang    | ?           | 90         | 30 avril 1979     | Armée    | 50   | 213  |
| 3                                            | Lifu Liu     | ?           | 110        | 12 avril 1974     | Armée    | 25   | 85   |
| 4                                            | Lei Cui      | ?           | 80         | 25 octobre 1980   | Armée    | 50   | 210  |
| 5                                            | Li Zheng     | ?           | 80         | 20 septembre 1980 | Pékin    | 19   | 87   |
| 6                                            | Jian Wu      | ?           | 83         | 18 août 1974      | Pékin    | 76   | 218  |
| 7                                            | Tao Yan      | ?           | 74         | 9 février 1967    | Armée    | 127  | 400  |
| 8                                            | Fei Hong     | ?           | 80         | 19 janvier 1975   | Pékin    | 0    | 0    |
| 9                                            | Ji Zhang     | ?           | 86         | 5 novembre 1978   | Pékin    | 12   | 40   |
| 10                                           | Wenxin Zhu   | ?           | 70         | 1er février 1980  | Armée    | 40   | 166  |
| 11                                           | Weilong Liu  | ?           | 87         | 14 janvier 1979   | Armée    | 0    | 0    |
| 12                                           | Xueli Wang   | ?           | 88         | 4 avril 1974      | Armée    | 60   | 0    |
| 13                                           | Xindong Wang | ?           | 80         | 18 février 1967   | Pékin    | 130  | 505  |
| 14                                           | Li Deng      | ?           | 80         | 12 juin 1970      | Pékin    | 0    | 0    |
| 15                                           | Hong Bo Guan | ?           | 87         | 1er octobre 1979  | Armée    | 0    | 0    |
| 16                                           | Bin Wang     | ?           | 80         | 25 avril 1972     | Shanghai | 76   | 0    |
| 17                                           | Wanhe Xue    | ?           | 78         | 8 novembre 1965   | Pékin    | 0    | 0    |
| Sélectionneur : Yiing Cai, Coach: Taiping Li |              |             |            |                   |          |      |      |

### Corée du Sud
| no                                                  | Joueur          | Taille (cm) | Masse (kg) | Date de naissance | Club                          | Sél. | Buts |
| --------------------------------------------------- | --------------- | ----------- | ---------- | ----------------- | ----------------------------- | ---- | ---- |
| 1                                                   | Han Kyung-tae   | ?           | 87         | 11 avril 1975     | ?                             | 37   | ?    |
| 2                                                   | Chung Kang-wook | ?           | 75         | 1er mai 1970      | Doosan Handball Club          | 55   | ?    |
| 3                                                   | Cho Bum-yeon    | ?           | 85         | 16 juin 1971      | ?                             | ?    | ?    |
| 5                                                   | Kim Sung-heon   | ?           | 86         | 2 septembre 1974  | Académie militaire de Corée   | 34   | ?    |
| 6                                                   | So Jac-hyun     | ?           | 85         | 21 décembre 1980  | Université Chosun             | ?    | ?    |
| 7                                                   | Park Sung-rip   | ?           | 87         | 18 septembre 1973 | Université Sungkyunkwan       | ?    | ?    |
| 8                                                   | Park Kyung-soo  | ?           | 68         | 20 mars 1974      | Académie militaire de Corée   | 15   | ?    |
| 10                                                  | Park Min-chul   | ?           | 80         | 23 décembre 1974  | Académie militaire de Corée   | 15   | ?    |
| 11                                                  | Chang Joon-sung | ?           | 78         | 24 août 1974      | Académie militaire de Corée   | 33   | ?    |
| 12                                                  | Lee Min-woo     | ?           | 89         | 1er août 1972     | Doosan Handball Club          | ?    | ?    |
| 13                                                  | Yoon Kyung-shin | ?           | 95         | 7 février 1973    | VfL Gummersbach               | ?    | ?    |
| 15                                                  | Lee Byung-ho    | ?           | 80         | 13 mai 1977       | Université Kyung Hee          | ?    | ?    |
| 16                                                  | Shin Chang-ho   | ?           | 84         | 23 juillet 1977   | Université Sungkyunkwan       | 22   | ?    |
| 17                                                  | Lee Jae-woo     | ?           | 81         | 28 septembre 1979 | Université Wonkwang           | 25   | ?    |
| 18                                                  | Yoon Kyung-min  | ?           | 83         | 31 octobre 1979   | Université Kyung Hee          | 20   | ?    |
| 20                                                  | Paek Won-chul   | ?           | 80         | 10 janvier 1977   | Université nationale du sport | 30   | ?    |
| Sélectionneur : Kim Seong-Heon, Coach: Kim Tae-Hoon |                 |             |            |                   |                               |      |      |

### Croatie
| no                                                                                      | Joueur               | Taille (cm) | Masse (kg) | Date de naissance | Club                     | Sél. | Buts |
| --------------------------------------------------------------------------------------- | -------------------- | ----------- | ---------- | ----------------- | ------------------------ | ---- | ---- |
| 1                                                                                       | Mario Kelentrić (en) | 190         | 84         | 30 janvier 1973   | RK Medveščak Zagreb      | 18   | 0    |
| 2                                                                                       | Ivica Maraš          | 194         | 87         | 31 janvier 1975   | RK Brodomerkur Split     | 0    | 0    |
| 5                                                                                       | Božidar Jović        | 202         | 102        | 13 décembre 1972  | Badel 1862 Zagreb        | 91   | 173  |
| 7                                                                                       | Vedran Zrnić         | 188         | 85         | 26 septembre 1979 | Badel 1862 Zagreb        | 1    | 1    |
| 8                                                                                       | Zvonimir Bilić (en)  | 195         | 86         | 22 septembre 1971 | Badel 1862 Zagreb        | 87   | 245  |
| 9                                                                                       | Nenad Kljaić         | 195         | 100        | 21 décembre 1966  | TV Großwallstadt         | 89   | 220  |
| 10                                                                                      | Davor Dominiković    | 203         | 90         | 7 avril 1978      | Badel 1862 Zagreb        | 15   | 18   |
| 11                                                                                      | Mirza Džomba         | 190         | 79         | 28 février 1977   | Badel 1862 Zagreb        | 0    | 0    |
| 12                                                                                      | Venio Losert         | 190         | 84         | 25 juillet 1976   | Badel 1862 Zagreb        | 69   | 0    |
| 13                                                                                      | Patrik Ćavar         | 190         | 89         | 24 mars 1971      | FC Barcelone             | 115  | 665  |
| 14                                                                                      | Tonči Valčić         | 194         | 91         | 9 juin 1978       | RK Medveščak Zagreb      | 0    | 0    |
| 15                                                                                      | Slavko Goluža        | 195         | 95         | 17 septembre 1971 | TuS Nettelstedt-Lübbecke | 108  | 280  |
| 16                                                                                      | Mirko Bašić          | 187         | 92         | 14 septembre 1960 | Badel 1862 Zagreb        | 25   | 2    |
| 17                                                                                      | Mirza Šarić          | 192         | 92         | 4 décembre 1974   | LTV Wuppertal            | 31   | 35   |
| 18                                                                                      | Milanko Čaprić       | 193         | 91         | 29 mars 1971      | RK Moslavina Kutina      | 0    | 0    |
| 20                                                                                      | Zoran Mikulić        | 195         | 95         | 24 octobre 1965   | TuS Nettelstedt-Lübbecke | 44   | 112  |
| Sélectionneur : Velimir Kljaić (de). Assistants : Zdenko Zorko (en) (GB), Mile Rončević |                      |             |            |                   |                          |      |      |

### Cuba
| no | Joueur                | Taille (cm) | Masse (kg) | Date de naissance | Club            | Sél. | Buts |
| -- | --------------------- | ----------- | ---------- | ----------------- | --------------- | ---- | ---- |
| 1  | Alberto Chamber       | ?           | 89         | 19 juin 1974      | ?               | ?    | ?    |
| 2  | Jose Rodmey           | ?           | 83         | 7 août 1969       | ?               | ?    | ?    |
| 3  | Julio Fis             | ?           | 96         | 28 octobre 1974   | Nyíregyházi KSE | ?    | ?    |
| 4  | Amaury Cardenas       | ?           | 91         | 1er mars 1973     | ?               | ?    | ?    |
| 5  | Louis Alevis Silveire | ?           | 90         | 27 juin 1973      | ?               | ?    | ?    |
| 6  | Rolando Uríos         | ?           | 91         | 27 janvier 1972   | US Ivry         | ?    | ?    |
| 7  | Ivo Aldazabal         | ?           | 90         | 10 mai 1972       | ?               | ?    | ?    |
| 8  | Raul Hardy            | ?           | 83         | 25 janvier 1976   | ?               | ?    | ?    |
| 9  | Luis Yants            | ?           | 91         | 12 décembre 1974  | ?               | ?    | ?    |
| 10 | Freddy Suarez         | ?           | 94         | 29 octobre 1971   | ?               | ?    | ?    |
| 11 | Odael Narcos          | ?           | 88         | 9 mars 1973       | ?               | ?    | ?    |
| 12 | Miseal Iglesies       | ?           | 90         | 23 juillet 1977   | ?               | ?    | ?    |
| 13 | Felix Romero          | ?           | 83         | 26 février 1976   | ?               | ?    | ?    |
| 16 | Vladimir Rivero       | ?           | 97         | 22 janvier 1974   | Dunaferr SE     | ?    | ?    |
| 20 | Ivan Gonzalez         | ?           | 85         | 24 juillet 1974   | ?               | ?    | ?    |

### Danemark
| no                                                                    | Joueur                   | Taille (cm) | Masse (kg) | Date de naissance | Club                   | Sél. | Buts |
| --------------------------------------------------------------------- | ------------------------ | ----------- | ---------- | ----------------- | ---------------------- | ---- | ---- |
| 1                                                                     | Kasper Hvidt             | ?           | 96         | 6 février 1976    | TBV Lemgo              | 29   | 0    |
| 2                                                                     | Morten Bjerre            | ?           | 100        | 22 mai 1972       | SG Flensburg-Handewitt | 104  | 285  |
| 3                                                                     | Lars Krogh Jeppesen      | ?           | 95         | 5 mars 1979       | Team Helsinge          | 12   | 23   |
| 4                                                                     | Klavs Bruun Jørgensen    | ?           | 87         | 3 avril 1974      | SG W/M Francfort       | 67   | 159  |
| 5                                                                     | Ian Marko Fog            | ?           | 95         | 5 janvier 1973    | VfL Gummersbach        | 98   | 223  |
| 6                                                                     | Claus Møller Jakobsen    | ?           | 92         | 24 septembre 1976 | Skjern Håndbold        | 13   | 10   |
| 7                                                                     | Nikolaj Bredahl Jacobsen | ?           | 90         | 22 novembre 1971  | THW Kiel               | 105  | 423  |
| 8                                                                     | Keld Vilhelmsen          | ?           | 91         | 26 juin 1973      | GOG Gudme              | 50   | 39   |
| 9                                                                     | Lars Christiansen        | ?           | 88         | 18 avril 1972     | SG Flensburg-Handewitt | 84   | 346  |
| 10                                                                    | Joachim Boldsen          | ?           | 97         | 30 avril 1978     | GOG Gudme              | 15   | 23   |
| 11                                                                    | Morten Krampau           | ?           | 95         | 23 janvier 1976   | Frederiksberg IF       | 30   | 75   |
| 12                                                                    | Søren Haagen             | ?           | 90         | 26 mars 1974      | SG Flensburg-Handewitt | 63   | 0    |
| 13                                                                    | Claus Flensborg          | ?           | 91         | 2 octobre 1976    | Bjerringbro KFUM       | 31   | 29   |
| 16                                                                    | Peter Nørklit            | ?           | 88         | 13 février 1971   | Portland San Antonio   | 76   | 1    |
| 17                                                                    | Carl Stryger             | ?           | 84         | 7 février 1975    | Vrold-Skanderborg HK   | 16   | 33   |
| 18                                                                    | Christian Hjermind       | ?           | 87         | 25 juillet 1973   | SG Flensburg-Handewitt | 74   | 298  |
| Sélectionneur : Nielsen Keid, Adjoints : Kurt Nielsen, Antoni Parecki |                          |             |            |                   |                        |      |      |

### Égypte
| no | Joueur                    | Taille (cm) | Masse (kg) | Date de naissance | Club          | Avant CM 99 | Avant CM 99 | Pendant CM 99 | Pendant CM 99 |
| no | Joueur                    | Taille (cm) | Masse (kg) | Date de naissance | Club          | Sél.        | Buts        | MJ            | Buts          |
| -- | ------------------------- | ----------- | ---------- | ----------------- | ------------- | ----------- | ----------- | ------------- | ------------- |
| 2  | Ahmed El-Attar            | 202         | 105        | 13 avril 1967     | Zamalek SC    | 220         | ?           | 7             | 34            |
| 4  | Ashraf Mabrouk Awaad (en) | 195         | 101        | 1er juin 1972     | Al Ahly       | 160         | ?           | 8             | 36            |
| 5  | Mahmoud Soilman           | 189         | 100        | 27 août 1972      | Zamalek SC    | 169         | ?           | 9             | 23            |
| 7  | Saber Hussein             | 194         | 88         | 20 février 1974   | Al Ahly       | 50          | ?           | 9             | 18            |
| 8  | Nabil Gohar               | 193         | 92         | 31 janvier 1973   | Al Ahly       | 160         | ?           | 9             | 17            |
| 9  | Magdy Abo El Magd         | 188         | 82         | 10 octobre 1972   | Zamalek SC    | 110         | ?           | 9             | 29            |
| 10 | Sherif Moemen             | 185         | 79         | 29 avril 1974     | Aviation SC   | 150         | ?           | 6             | 19            |
| 11 | Ayman El Alfy             | 182         | 85         | 27 septembre 1974 | Port-Saïd HB  | 70          | ?           | 5             | 6             |
| 12 | Mohamed Bakir El-Nakib    | 192         | 96         | 6 avril 1974      | Al Olympi     | 140         | ?           | 9             | 0             |
| 13 | Amr El Giouchy            | 186         | 92         | 1er juillet 1971  | Al Olympi     | 180         | ?           | 5             | 5             |
| 14 | Marwan Ragab              | 192         | 96         | 30 août 1974      | SC Alexandrie | 110         | ?           | 9             | 14            |
| 15 | Hazem Mabrouk Awaad (en)  | 188         | 93         | 22 novembre 1973  | Al Ahly       | 70          | ?           | 7             | 15            |
| 17 | Ahmed Belal               | 190         | 91         | 12 mars 1968      | Al Olympi     | 220         | ?           | 8             | 7             |
| 18 | Khaled El Awady           | 192         | 98         | 1er août 1970     | Al Ahly       | 40          | ?           | 9             | 1             |
| 19 | Hussein Zaky              | 190         | 82         | 1er mars 1979     | Zamalek SC    | 50          | ?           | 4             | 6             |

### Espagne
| no                                 | Joueur                | Poste          | Taille (cm) | Masse (kg) | Date de naissance | Club                 | Sél. | Buts |
| ---------------------------------- | --------------------- | -------------- | ----------- | ---------- | ----------------- | -------------------- | ---- | ---- |
| 1                                  | Jaume Fort            | Gardien de but | 182         | 83         | 25 juillet 1966   | CB Cantabria         | 167  | -    |
| 2                                  | Antonio Ugalde (es)   | Ailier         | 187         | 91         | 13 mai 1976       | CB Cantabria         | 25   | 44   |
| 3                                  | Andrei Xepkin         | Pivot          | 210         | 124        | 1er mai 1965      | FC Barcelone         | 28   | 82   |
| 4                                  | Rafael Guijosa        | Ailier gauche  | 182         | 78         | 31 janvier 1969   | FC Barcelone         | 66   | 271  |
| 7                                  | Iñaki Urdangarin      | Arrière gauche | 197         | 99         | 15 janvier 1968   | FC Barcelone         | 139  | 300  |
| 8                                  | Jesús Olalla          | Arrière        | 196         | 95         | 15 juillet 1971   | Portland San Antonio | 102  | 162  |
| 10                                 | Talant Dujshebaev     | Demi-centre    | 183         | 88         | 2 juin 1968       | GWD Minden           | 80   | 331  |
| 11                                 | Demetrio Lozano       | Arrière droit  | 190         | 90         | 26 septembre 1975 | FC Barcelone         | 65   | 143  |
| 12                                 | Jordi Núñez           | Gardien de but | 160         | 89         | 19 juin 1968      | ADC Ciudad Real      | 34   | -    |
| 13                                 | Alberto Urdiales (es) | Ailier         | 179         | 83         | 17 novembre 1968  | CB Cantabria         | 116  | 167  |
| 14                                 | Juancho Pérez         | Pivot          | 202         | 100        | 3 janvier 1974    | Ademar León          | 67   | 126  |
| 15                                 | Mariano Ortega        | Arrière        | 189         | 87         | 15 avril 1971     | CB Cantabria         | 27   | 37   |
| 16                                 | David Barrufet        | Gardien de but | 197         | 100        | 4 juin 1970       | FC Barcelone         | 76   | 1    |
| 17                                 | Alberto Entrerríos    | Arrière gauche | 192         | 87         | 7 novembre 1976   | Ademar León          | 11   | 21   |
| 18                                 | José Luis Pérez Canca | Demi-centre    | 180         | 82         | 8 mai 1971        | Ademar León          | 23   | 33   |
| 20                                 | Antonio Carlos Ortega | Ailier         | 184         | 86         | 14 juillet 1971   | FC Barcelone         | 48   | 171  |
| Sélectionneur : Juan de Dios Román |                       |                |             |            |                   |                      |      |      |

### France
| no                                | Joueur             | Taille (cm) | Masse (kg) | Date de naissance | Club                    | Sél. | Buts |
| --------------------------------- | ------------------ | ----------- | ---------- | ----------------- | ----------------------- | ---- | ---- |
| 1                                 | Christian Gaudin   | ?           | 92         | 26 janvier 1967   | VfL Hameln              | 179  | 0    |
| 2                                 | Jérôme Fernandez   | ?           | 93         | 7 mars 1977       | Spacer's Toulouse       | 41   | 183  |
| 3                                 | Didier Dinart      | ?           | 102        | 18 janvier 1977   | Montpellier Handball    | 40   | 22   |
| 4                                 | Cédric Burdet      | ?           | 92         | 15 novembre 1974  | Montpellier Handball    | 45   | 111  |
| 5                                 | Guillaume Gille    | ?           | 97         | 12 juillet 1976   | SO Chambéry             | 59   | 178  |
| 6                                 | Bertrand Gille     | ?           | 96         | 24 mars 1978      | SO Chambéry             | 15   | 17   |
| 7                                 | Guéric Kervadec    | ?           | 105        | 9 janvier 1972    | SC Magdebourg           | 150  | 387  |
| 10                                | Andrej Golić       | ?           | 76         | 10 février 1974   | Montpellier Handball    | 31   | 86   |
| 12                                | Francis Franck     | ?           | 83         | 17 mars 1970      | PSG-Asnières            | 53   | 0    |
| 13                                | Laurent Puigségur  | ?           | 89         | 31 janvier 1972   | Montpellier Handball    | 13   | 21   |
| 14                                | Marc Wiltberger    | ?           | 88         | 8 mai 1969        | SG W/M Francfort        | 109  | 207  |
| 15                                | Stéphane Joulin    | ?           | 74         | 6 janvier 1971    | TV Niederwürzbach       | 80   | 261  |
| 16                                | Yohann Delattre    | ?           | 75         | 18 janvier 1968   | Lille Villeneuve d'Ascq | 65   | 0    |
| 17                                | Jackson Richardson | ?           | 82         | 14 juin 1969      | TV Niederwürzbach       | 269  | 532  |
| 18                                | Stéphane Stoecklin | ?           | 82         | 12 janvier 1969   | Suzuka Honda            | 233  | 867  |
| 19                                | Patrick Cazal      | ?           | 91         | 6 avril 1971      | Montpellier Handball    | 51   | 113  |
| Sélectionneur : Daniel Costantini |                    |             |            |                   |                         |      |      |

### Hongrie
| no                                                  | Joueur          | Taille (cm) | Masse (kg) | Date de naissance | Club                 | Sél. | Buts |
| --------------------------------------------------- | --------------- | ----------- | ---------- | ----------------- | -------------------- | ---- | ---- |
| 1                                                   | János Szathmári | ?           | 86         | 25 mars 1969      | Veszprém Fotex       | 209  | ?    |
| 2                                                   | László Nagy     | ?           | 97         | 3 mars 1981       | Pick Szeged          | 3    | ?    |
| 3                                                   | István Rosta    | ?           | 98         | 3 août 1972       | Elektromos SE        | 19   | ?    |
| 4                                                   | László Sótonyi  | ?           | 86         | 20 avril 1970     | CB Cantabria         | 169  | ?    |
| 5                                                   | Richard Mezei   | ?           | 115        | 23 octobre 1970   | Veszprém Fotex       | 103  | ?    |
| 6                                                   | József Éles     | ?           | 80         | 16 février 1969   | Veszprém Fotex       | 158  | ?    |
| 7                                                   | István Gulyás   | ?           | 90         | 2 avril 1968      | Veszprém Fotex       | 75   | ?    |
| 8                                                   | Csaba Bendó     | ?           | 90         | 30 novembre 1970  | MOL Szolnok          | 45   | ?    |
| 9                                                   | Ákos Kis        | ?           | 98         | 31 décembre 1975  | Veszprém Fotex       | 51   | ?    |
| 10                                                  | Balázs Kertész  | ?           | 76         | 3 février 1970    | Dunaferr SE          | 108  | ?    |
| 11                                                  | István Csokuyai | ?           | 100        | 24 octobre 1964   | Veszprém Fotex       | 147  | ?    |
| 12                                                  | Nándor Fazekas  | ?           | 78         | 16 octobre 1976   | Veszprém Fotex       | 5    | ?    |
| 13                                                  | Attila Kotormán | ?           | 93         | 10 novembre 1972  | Kadetten Schaffhouse | 53   | ?    |
| 14                                                  | Gábor Décsi     | ?           | 97         | 3 mars 1974       | Dunaferr SE          | 5    | ?    |
| 16                                                  | Zsolt Perger    | ?           | 80         | 23 février 1970   | Elektromos SE        | 51   | ?    |
| 17                                                  | Tamás Bene      | ?           | 80         | 16 juillet 1973   | Dunaferr SE          | 6    | ?    |
| Sélectionneur : Sándor Vass, Adjoint : Sziland Kiss |                 |             |            |                   |                      |      |      |

### Koweït
| no | Joueur                  | Taille (cm) | Masse (kg) | Date de naissance  | Club                   | Sél. | Buts |
| -- | ----------------------- | ----------- | ---------- | ------------------ | ---------------------- | ---- | ---- |
| 1  | AbdulRazzaq Al Boloushi | ?           | 89         | 28 octobre 1968    | Al-Salmiya SC          | 80   | ?    |
| 2  | Abdullah Al Abdullah    | ?           | 100        | 5 février 1965     | Kazma Sporting Club    | 135  | ?    |
| 4  | Khaled Takroni          | ?           | 95         | 10 novembre 1968   | Koweït SC              | 40   | ?    |
| 5  | Khaldoun Al Kashti      | ?           | 97         | 1er septembre 1970 | Al-Salmiya SC          | 85   | ?    |
| 6  | Waled Al Hajraf         | ?           | 75         | 9 novembre 1969    | Koweït SC              | 40   | ?    |
| 9  | Khaled Al Mulla         | ?           | 82         | 14 décembre 1967   | Al-Salmiya SC          | 49   | ?    |
| 10 | Haitham Al Rashidi      | ?           | 82         | 18 décembre 1979   | Al-Sulaibikhat SC      | 6    | ?    |
| 12 | Yousef Al Fadhli        | ?           | 95         | 14 septembre 1977  | Al-Salmiya SC          | 30   | ?    |
| 13 | Salah Al Marzouk        | ?           | 86         | 9 mars 1970        | Al Fehayheel           | 95   | ?    |
| 14 | Adel Al Amer            | ?           | 90         | 14 octobre 1967    | Al Tadamon Farwaniya   | 60   | ?    |
| 15 | Mashail Al Enezi        | ?           | 73         | 25 février 1979    | Kazma Sporting Club    | 4    | ?    |
| 16 | Abdul Aziz Ali          | ?           | 84         | 7 juin 1970        | Qadsia Sporting Club   | 50   | ?    |
| 17 | Khalifah Al Khashti     | ?           | 90         | 21 novembre 1966   | Al-Salmiya SC          | 50   | ?    |
| 18 | Saad Al Azemi           | ?           | 113        | 7 septembre 1973   | Al Fehayheel           | 51   | ?    |
| 19 | Ali Abdul Redha         | ?           | 80         | 21 septembre 1973  | Kazma Sporting Club    | 35   | ?    |
| 20 | Raed Al Zaabi           | ?           | 91         | 23 janvier 1965    | Al Arabi Sporting Club | 82   | ?    |

### Macédoine
| no | Joueur               | Taille (cm) | Masse (kg) | Date de naissance | Club               | Sél. | Buts |
| -- | -------------------- | ----------- | ---------- | ----------------- | ------------------ | ---- | ---- |
| 1  | Hodik Sandor         | 189         | 94         | 21 septembre 1965 | RK Pelister Bitola | 20   | 0    |
| 2  | Boro Čurlevski       | 180         | 79         | 21 février 1965   | RK Pelister Bitola | 51   | 48   |
| 4  | Kiril Popovski       | 183         | 83         | 25 mai 1974       | RK Pelister Bitola | 47   | 38   |
| 5  | Aleksandar Zarkov    | 188         | 105        | 30 mars 1968      | RK Pelister Bitola | 49   | 63   |
| 6  | Stevče Aluševski     | 194         | 87         | 1er octobre 1972  | RK Pelister Bitola | 29   | 76   |
| 7  | Aleksandar Jović     | 182         | 86         | 24 septembre 1973 | Prespa Jafa Promet | 37   | 51   |
| 8  | Uroš Mandić          | 194         | 89         | 14 août 1973      | Elektromos SE      | 20   | 33   |
| 9  | Slobeden Nikolić     | 192         | 92         | 5 mai 1966        | Vardar Vatrostalna | 39   | 30   |
| 10 | Tomé Petreski        | 187         | 84         | 2 octobre 1967    | US Dunkerque       | 67   | 128  |
| 11 | Pepi Manaskov        | 198         | 94         | 19 août 1964      | RK Celje           | 63   | 356  |
| 12 | Zoran Petkovski      | 188         | 97         | 8 février 1968    | Prespa Jafa Promet | 11   | 0    |
| 13 | Ivan Markovski       | 184         | 85         | 3 février 1976    | RK Pelister Bitola | 47   | 100  |
| 14 | Goran Andonovski     | 185         | 85         | 28 mars 1968      | Vardar Vatrostalna | 30   | 16   |
| 15 | Branislav Angelovski | 190         | 84         | 21 février 1977   | Vardar Vatrostalna | 28   | ?    |
| 16 | Danilo Brestovac     | 186         | 94         | 3 février 1975    | Vardar Vatrostalna | 28   | ?    |
| 17 | Kiril Lazarov        | 192         | 92         | 10 mai 1980       | RK Pelister Bitola | 7    | 12   |

### Nigeria
| no | Joueur            | Taille (cm) | Masse (kg) | Date de naissance  | Club            | Sél. | Buts |
| -- | ----------------- | ----------- | ---------- | ------------------ | --------------- | ---- | ---- |
| 1  | Femi Tunji        | ?           | 78         | 2 août 1974        | Pélicans        | 48   | ?    |
| 2  | Terfa Ashung      | ?           | 86         | 28 décembre 1971   | ASKİ SK         | 220  | ?    |
| 4  | Garba Danlami     | ?           | 87         | 19 novembre 1964   | Maccabi Rehovot | 58   | ?    |
| 5  | Salami Rafiu      | ?           | 106        | 13 juin 1963       | Maccabi Rehovot | 30   | ?    |
| 6  | John Onche        | ?           | 103        | 1er septembre 1973 | Maccabi Raanana | 198  | ?    |
| 8  | Gileon Yakubie    | ?           | 102        | 15 juillet 1972    | Kano Pyramids   | 12   | ?    |
| 9  | Ogujuba Nwagbara  | ?           | 94         | 22 décembre 1968   | VfL Pfullingen  | 198  | ?    |
| 11 | Amino Kane        | ?           | 81         | 13 décembre 1971   | Maccabi Raanana | 12   | ?    |
| 12 | Segun Tunji       | ?           | 79         | 2 avril 1975       | Hio Customs     | 90   | ?    |
| 13 | Lawrenco Ekele    | ?           | 75         | 13 avril 1969      | Oppenveuler TV  | 206  | ?    |
| 14 | Ibrahim Nadabo    | ?           | 106        | 24 juin 1969       | Maccabi Holon   | 58   | ?    |
| 15 | Fedrick Ehimika   | ?           | 89         | 19 novembre 1968   | Sokoto Rima     | 89   | ?    |
| 16 | Mohammed Musa     | ?           | 81         | 19 mai 1976        | Buffalo         | 190  | ?    |
| 17 | Adebowale Adebisi | ?           | 80         | 14 février 1975    | ASKİ SK         | 218  | ?    |
| 18 | Ibrahim Aminu     | ?           | 80         | 29 octobre 1975    | Omness          | 180  | ?    |

### Norvège
| no | Joueur                | Taille (cm) | Masse (kg) | Date de naissance | Club                  | Sél. | Buts |
| -- | --------------------- | ----------- | ---------- | ----------------- | --------------------- | ---- | ---- |
| 1  | Frode Scheie          | ?           | 95         | 19 mars 1967      | HSG Nordhorn          | 64   | 0    |
| 2  | Jan Thomas Lauritzen  | ?           | 88         | 6 février 1974    | Viking HK Stavanger   | 101  | 194  |
| 3  | Stig Rasch            | ?           | 90         | 4 juillet 1967    | LTV Wuppertal         | 67   | 145  |
| 4  | Svein-Erik Bjerkrheim | ?           | 95         | 9 avril 1971      | Drammen HK            | 66   | 119  |
| 5  | Tormod Moldestad      | ?           | 97         | 29 janvier 1974   | IL Runar              | 6    | 16   |
| 6  | Tor Bjørn Andersen    | ?           | 84         | 2 octobre 1973    | Viking HK Stavanger   | 10   | 43   |
| 7  | Stig Penne            | ?           | 75         | 23 mai 1973       | Viking HK Stavanger   | 27   | 41   |
| 8  | Morten Daland         | ?           | 84         | 15 juillet 1970   | Kristiansand Handball | 62   | 112  |
| 9  | Christian Berge       | ?           | 91         | 19 juillet 1973   | Viking HK Stavanger   | 17   | 66   |
| 10 | Frode Hagen           | ?           | 100        | 23 juillet 1974   | HSG Nordhorn          | 75   | 198  |
| 11 | Rune Haugseng         | ?           | 100        | 16 mars 1970      | Viking HK Stavanger   | 11   | 17   |
| 12 | Endre Nordli          | ?           | 85         | 14 mars 1974      | IL Runar              | 2    | 0    |
| 13 | Geir Oustorp          | ?           | 80         | 6 mars 1972       | Sandefjord TIF        | 56   | 210  |
| 14 | Trond Førde Eriksen   | ?           | 92         | 3 juin 1975       | Viking HK Stavanger   | 8    | 9    |
| 15 | Geir Daniel Larsen    | ?           | 88         | 16 avril 1974     | Bode HK               | ?    | ?    |
| 17 | Thomas Pettersen      | ?           | 85         | 20 avril 1976     | Sandefjord TIF        | 8    | 5    |
| 20 | Steinar Ege           | ?           | 92         | 10 avril 1972     | VfL Gummersbach       | ?    | ?    |

### Russie
| no                                | Joueur                  | Taille (cm) | Masse (kg) | Date de naissance | Club                         | Sél. | Buts |
| --------------------------------- | ----------------------- | ----------- | ---------- | ----------------- | ---------------------------- | ---- | ---- |
| 1                                 | Andreï Lavrov           | ?           | 91         | 26 mars 1962      | TV Niederwürzbach            | 197  | 1    |
| 2                                 | Igor Lavrov             | ?           | 80         | 4 juin 1973       | SG Flensburg-Handewitt       | 56   | 113  |
| 3                                 | Stanislav Koulintchenko | ?           | 86         | 19 avril 1971     | Empor Rostock                | 88   | 176  |
| 4                                 | Édouard Kokcharov       | ?           | 81         | 4 novembre 1975   | SKIF Krasnodar               | 48   | 187  |
| 6                                 | Denis Krivochlikov      | ?           | 78         | 10 mai 1971       | CSKA Moscou                  | 34   | 83   |
| 7                                 | Lev Voronine            | ?           | 83         | 8 juin 1971       | TSG Ludwigshafen Friesenheim | 75   | 191  |
| 8                                 | Alexandre Toutchkine    | ?           | 95         | 15 juillet 1964   | GWD Minden                   | 98   | 517  |
| 9                                 | Vassili Koudinov        | ?           | 95         | 17 février 1969   | VfL Hameln                   | 145  | 527  |
| 11                                | Dimitri Torgovanov      | ?           | 86         | 5 janvier 1972    | SG W/M Francfort             | 131  | 355  |
| 12                                | Pavel Soukossian        | ?           | 110        | 14 janvier 1962   | SG Leutershausen             | 140  | 0    |
| 14                                | Oleg Grebnev            | ?           | 116        | 4 février 1968    | ADC Ciudad Real              | 130  | 140  |
| 17                                | Oleg Khodkov            | ?           | 90         | 5 avril 1974      | SKIF Krasnodar               | 27   | 85   |
| 18                                | Viatcheslav Gorpichine  | ?           | 100        | 20 janvier 1970   | HC Erlangen                  | 84   | 53   |
| 19                                | Sergueï Pogorelov       | ?           | 90         | 2 juin 1974       | Kaustik Volgograd            | 101  | 292  |
| 20                                | Dimitri Filippov        | ?           | 82         | 19 mai 1969       | LTV Wuppertal                | 130  | 412  |
| Sélectionneur : Vladimir Maksimov |                         |             |            |                   |                              |      |      |

### Suède
| no                              | Joueur             | Taille (cm) | Masse (kg) | Date de naissance | Club              | Sél. | Buts |
| ------------------------------- | ------------------ | ----------- | ---------- | ----------------- | ----------------- | ---- | ---- |
| 1                               | Tomas Svensson     | ?           | ?          | 15 février 1968   | FC Barcelone      | 146  | 0    |
| 2                               | Martin Boquist     | ?           | ?          | 2 février 1977    | Redbergslids IK   | ?    | ?    |
| 3                               | Magnus Wislander   | ?           | 94         | 22 février 1964   | THW Kiel          | 289  | 842  |
| 4                               | Thomas Sivertsson  | ?           | 99         | 21 février 1965   | HK Drott Halmstad | 136  | 327  |
| 5                               | Ola Lindgren       | ?           | 92         | 29 février 1964   | HSG Nordhorn      | 295  | 444  |
| 6                               | Martin Frändesjö   | ?           | 96         | 18 juillet 1971   | GWD Minden        | 79   | 217  |
| 7                               | Henrik Andersson   | ?           | 94         | 11 juin 1971      | HK Drott Halmstad | 31   | 36   |
| 8                               | Johan Petersson    | ?           | 77         | 29 mars 1973      | HSG Nordhorn      | 104  | 318  |
| 9                               | Stefan Lövgren     | ?           | 94         | 21 décembre 1970  | TV Niederwürzbach | 140  | 505  |
| 10                              | Christian Eriksson | ?           | ?          | 23 décembre 1973  | Lugi HF           | 19   | 22   |
| 11                              | Pierre Thorsson    | ?           | 80         | 21 juin 1966      | VfL Bad Schwartau | 202  | 458  |
| 12                              | Peter Gentzel      | ?           | 92         | 12 octobre 1968   | Redbergslids IK   | 92   | 0    |
| 13                              | Staffan Olsson     | ?           | 99         | 26 mars 1964      | THW Kiel          | 271  | 638  |
| 14                              | Magnus Andersson   | ?           | 78         | 17 mai 1966       | HK Drott Halmstad | 214  | 746  |
| 15                              | Mathias Franzén    | ?           | ?          | 22 février 1975   | Redbergslids IK   | 7    | 28   |
| 17                              | Ljubomir Vranjes   | ?           | 79         | 3 octobre 1973    | Redbergslids IK   | 49   | 131  |
| Sélectionneur : Bengt Johansson |                    |             |            |                   |                   |      |      |

### Tunisie
L'effectif de la Tunisie était composé de[réf. à confirmer] :
- Riadh Sanaa (GB)
- Slim Zehani (GB)
- Moëz Bahri (GB)
- Issam Tej
- Zouheïr Ben Messaoud
- Mourad Khabir
- Oualid Ben Amor
- Mohamed Madi (en)
- Mohamed Messaoudi
- Ali Madi (en)
- Makrem Jerou (en)
- Sobhi Ben Aziza
- Sobhi Sioud
- Heykel Megannem
- Dhaker Seboui (en)
- Wissem Bousnina

Entraîneurs
- Sayed Ayari
- Saïd Amara

Riadh Sanaa (GB), Slim Zehani, , Wissem Bousnina, , , , Sobhi Sioud, Oualid Ben Amor, , Louati, Sami Mestiri (GB), Khabir, Daly, Dabbabi, Adnène Belhareth. Entraîneurs : 

### RF Yougoslavie
L'effectif de la Yougoslavie est
| no                             | Joueur               | Poste          | Taille (cm) | Masse (kg) | Date de naissance | Club                     | Sél. | Buts |
| ------------------------------ | -------------------- | -------------- | ----------- | ---------- | ----------------- | ------------------------ | ---- | ---- |
| 1                              | Zoran Đorđić         | Gardien de but | 186         | 90         | 15 août 1966      | SG W/M Francfort         | 63   | 0    |
| 12                             | Dejan Perić          | Gardien de but | 184         | 93         | 22 septembre 1970 | RK Celje                 | 129  | 0    |
| 16                             | Arpad Šterbik        | Gardien de but | 199         | 110        | 20 novembre 1979  | RK Jugović               | 24   | 0    |
| 15                             | Petar Kapisoda       | Ailier gauche  | 188         | 80         | 26 juin 1976      | RK Lovćen Cetinje        | 23   | 41   |
| 14                             | Vladan Matić         | Ailier gauche  | 181         | 78         | 28 avril 1970     | Partizan Belgrade        | 39   | 79   |
| 17                             | Žikica Milosavljević | Ailier droit   | 180         | 78         | 14 janvier 1972   | Étoile rouge de Belgrade | 50   | 115  |
| 10                             | Nenad Maksić         | Ailier droit   | 178         | 90         | 21 août 1972      | RK Slovenj Gradec        | 25   | 74   |
| 2                              | Ratko Nikolić        | Pivot          | 199         | 100        | 15 septembre 1977 | Étoile rouge de Belgrade | 34   | 88   |
| 20                             | Dragan Škrbić        | Pivot          | 190         | 98         | 29 septembre 1968 | RK Celje                 | 142  | 471  |
| 9                              | Nenad Peruničić      | Arrière gauche | 203         | 106        | 1er janvier 1971  | THW Kiel                 | 78   | 333  |
| 11                             | Ivan Lapčević        | Arrière gauche | 201         | 103        | 26 mars 1976      | RK Železničar Niš        | 64   | 159  |
| 4                              | Branko Kokir         | Arrière gauche | 192         | 94         | 28 août 1974      | Partizan Belgrade        | 51   | 66   |
| 6                              | Nebojša Golić        | Demi-centre    | 183         | 82         | 23 janvier 1977   | Metaloplastika Šabac     | 6    | 8    |
| 8                              | Nedeljko Jovanović   | Demi-centre    | 193         | 97         | 16 septembre 1970 | TUSEM Essen              | 124  | 334  |
| 13                             | Vladimir Petrić      | Arrière droit  | 191         | 95         | 5 août 1975       | Étoile rouge de Belgrade | 63   | 156  |
| 19                             | Blažo Lisičić        | Arrière droit  | 202         | 98         | 22 août 1972      | HSG Dutenhofen           | 14   | 40   |
| Sélectionneur : Zoran Živković |                      |                |             |            |                   |                          |      |      |

## Source principale
- (en) « Men Handball XVI World Championship 1999 Cairo – Teams Composition », sur todor66.com (consulté le 30 août 2024).